# 포켓몬스터 금·은
《포켓몬스터 금·은》(일본어: ポケットモンスター 金·銀, 영어: Pokémon Gold and Silver)은 게임 프리크가 개발하여 닌텐도가 발매한 게임보이용 게임으로, 《포켓몬스터 시리즈》의 롤플레잉 게임 2세대 작품이다. 1999년 일본에서 처음 발매되었으며, 2000년 오스트레일리아와 북아메리카, 2001년 유럽, 2002년 대한민국에서 발매하였다. 스페셜 에디션 버전인 《포켓몬스터 크리스탈》(일본어: ポケットモンスター クリスタルバージョン 포켓토몬스타 쿠리스타루바존[*], 영어: Pokémon Crystal 포케몬 크리스털[*])은 각 지역에서 《포켓몬스터 금·은》의 발매후 약 1년 뒤에 발매되었다. 닌텐도는 《금·은》을 닌텐도 DS용으로 리메이크한 《포켓몬스터 하트 골드·소울 실버》를 2009년 9월 12일 일본에서 발매하였다.
게임은 100종류의 새로운 포켓몬이 등장하는 가상의 지역인 성도 지방을 배경으로 하며, 주인공이 포켓몬 대전을 하며 포켓몬 마스터가 되는 길을 따라 진행한다. 두 게임은 서로 독립되어 있으나 시스템과 줄거리는 동일하며, 게임의 포켓몬 도감을 완성하기 위해서는 두 게임 간이나 이전 작품과의 포켓몬 교환이 필요하다. 애니메이션판 포켓몬스터의 성도 지방 모험은 이 게임에서 새롭게 등장한 지역들을 바탕으로 하고 있다.
《포켓몬스터 금·은》은 《포켓몬스터 적·녹》의 막대한 성공을 이어가며 포켓몬스터 프랜차이즈를 수십억 달러의 규모로 성장시켰다. 게임은 《포켓몬스터 적·녹》과 비슷하게 전 세계에서 2300만 장이 판매되었다.
2017년 6월 6일, 주식회사 포켓몬은 포켓몬 다이렉트 방송을 통해 같은 해 9월 22일 모든 지역에서 《포켓몬스터 금·은》을 닌텐도 3DS 버추얼 콘솔로 공개할 것이라고 발표하였다.

## 게임 플레이
《포켓몬스터 금·은》은 《포켓몬스터 적·녹·청·피카츄》를 비롯한 다른 컴퓨터 롤플레잉 게임과 동일하게 조감 시점으로 진행되며, 플레이어가 주인공을 직접 조종하여 가상 세계를 돌아다니며 사물이나 사람과 상호 작용을 할 수 있다. 플레이어는 초원, 숲, 동굴, 바다 등 세계의 다양한 지형을 탐험하며, 각 지역에는 고유한 포켓몬들이 살고 있다. 플레이어가 무작위로 포켓몬과 마주치게 되면 턴제 "전투 화면"으로 전환되고 포켓몬 대결에 들어간다.
게임의 목표는 크게 두 가지인데, 기본 줄거리를 따라서 사천왕과 목호에게 도전하여 새로운 챔피언이 되는 것과, 포켓몬을 잡거나, 진화시키거나, 교환하여 포켓몬 251 종류를 모두 모으고 포켓몬 도감을 완성시키는 것이다. 게임 진행은 플레이어가 포켓몬을 성장시키기 위해 다른 포켓몬과 대결시키는 것이 대부분을 차지하며, 야생에서 만난 포켓몬이나 다른 트레이너가 소유한 포켓몬과 대결을 할 수 있다. 경험치를 쌓아 포켓몬의 레벨을 올리고, 이에 따라 능력치가 오르거나 새로운 기술을 배우는 시스템은 다른 모든 포켓몬스터 게임과 동일하게 가지고 있는 특징이다.

### 새로운 요소
《포켓몬스터 금·은》은 포켓몬의 포획과 대결, 진화와 같은 기본적인 구조를 《포켓몬스터 적·녹》과 동일하게 이어가고 있으나, 새로운 요소 또한 많이 도입되었다. 실시간 내장 시계를 사용한 시간 시스템은 실제 현재 시간과 요일을 따르며, 일부 포켓몬의 출몰과 같은 특정한 이벤트에 영향을 미친다. 새로운 종류의 아이템이 추가되었으며, 포켓몬에게 소지품을 맡길 수 있는 새로운 시스템에 사용할 수 있도록 만들어진 아이템도 있다. 포켓몬이 소지할 수 있는 새로운 종류의 아이템은 열매로, 다양한 종류가 있으며 체력을 회복하거나 상태 이상을 치료할 수 있다. 다른 종류의 소지품은 대결 중에 포켓몬의 능력을 향상시킬 수 있다. 여러 특정한 상황에서 포켓몬을 쉽게 포획할 수 있도록 만들어진 더욱 특화된 몬스터볼도 추가되었다. 새롭게 등장한 도구인 포켓기어는 시계, 지도, 라디오, 전화 기능을 갖추고 있으며, 전화 번호를 제공한 다른 인물과 통화를 할 수 있다. 재대결을 하고자 전화를 하는 트레이너도 있으며, 특정 지역에서 나타나는 희귀한 포켓몬에 대해 전화로 가르쳐주는 트레이너도 있다.
게임에는 새로운 종류의 전설의 포켓몬, 라이코, 엔테이, 스이쿤이 등장하여 세계를 돌아다닌다. 이 포켓몬들은 한번 마주치면 포켓몬 도감으로 추적할 수 있으며, 항상 도망치려고 하지만 다시 만나도 체력 손실과 상태 이상은 계속 유지되어 있다. 또한, 같은 종류의 보통 포켓몬과는 다른 색상을 지닌 빛나는 포켓몬을 극히 드물게 만날 수 있다. 새로운 종류의 포켓몬 타입인 강철 타입과 악 타입이 새롭게 추가되었다. 강철 타입 포켓몬은 다른 타입에 비해 방어가 매우 높으며, 악 타입 포켓몬은 에스퍼 타입의 기술에 영향을 받지 않으며 에스퍼 타입 포켓몬에게 강하다. 《금·은》에는 새로운 기술도 추가되었으며, 새로운 기술을 배운 포켓몬은 1세대 게임과 교환이 불가능하다. 이 문제를 해결하기 위해 포켓몬이 배운 기술을 삭제할 수 있는 기술 삭제 NPC가 등장하였다. 또 다른 주요 변경점으로는 특수 능력치가 특수공격과 특수방어로 나뉜 것을 들 수 있으며, 전략적인 측면이 더욱 증가하였다.
포켓몬 교배의 도입으로 포켓몬을 교배 무리로 배치할 수 있다. 수컷과 암컷 포켓몬 한 쌍을 포켓몬 키우미집에 함께 맡기면 알을 낳으며, 이 알이 어린 포켓몬으로 부화한다. 어린 포켓몬의 종류는 어미를 따르며, 기술은 아비를 따른다. 그러나 전설의 포켓몬과 다른 종류의 포켓몬 사이는 교배를 할 수 없다.

## 설정과 줄거리
《포켓몬스터 금·은》의 배경은 전작의 시간으로부터 3년 후의 성도 지방이다. 성도 지방은 일본 간사이 지방과 도카이 지방에서 유래한 가상의 지역으로, 다양한 포켓몬스터 게임에 등장하는 별개의 지역 중 하나이다. 이 지방에는 모두 일곱 도시와 세 마을이 있으며, 여러 지리적 지형들과 각 지역을 연결하는 도로가 존재하며, 특별한 기술을 배우거나 특별한 아이템을 얻어야만 들어갈 수 있는 지역도 존재한다. 예를 들어서 플레이어가 진청시티에 가기 위해서는 특정 포켓몬이 바다를 이동할 수 있게 해주는 HM 파도타기가 필요하다.
이 게임의 주인공은 연두마을에 사는 소년이다. 플레이어는 게임을 시작하면서 공박사로부터 시작 포켓몬으로 치코리타, 브케인, 리아코 중 하나를 선택하여 포켓몬 마스터가 되기 위한 모험을 떠난다. 여기에 또 다른 소년이 공박사에게서 포켓몬을 훔쳐 주인공의 라이벌이 되며, 특정한 순간에 나타나 플레이어의 포켓몬을 시험하기 위해 대결을 펼친다.
게임의 기본 목적은 성도와 관동 지방을 통틀어 최고의 포켓몬 트레이너가 되는 것이다. 이를 위해서 포켓몬을 성장시키고, 포켓몬 도감을 채워나가며, 성도의 여덟 체육관장에게서 승리하여 체육관 배지를 모으고, 사천왕과 챔피언에게 도전해야 하며, 그 뒤에 관동 지방의 여덟 체육관장에게 승리하여야 한다. 마지막에 플레이어는 은빛산 정상에서 전작의 주인공인 레드와 상대하게 된다. 또한 모험 도중에 포켓몬을 이용해 나쁜 짓을 일삼는 범죄 조직 로켓단과도 맞서 싸우게 된다.

## 개발과 발매
《포켓몬스터 금·은》은 1999년 일본 닌텐도 스페이스 월드 엑스포에서 처음 공개 전시되었으며, 프로그램에서 가장 주목받는 출품작이 되었다. 시리즈의 바로 이전 게임이었던 《포켓몬스터 피카츄》가 《포켓몬스터 적·녹》을 조금 업그레이드한 것에 불과했다면, 새로운 타이틀은 그보다 더 많은 것이 변할 것으로 알려졌으며, 새로운 줄거리, 새로운 세계, 새로운 종류의 포켓몬을 특징으로 강조하였다. 《금·은》은 게임보이 컬러용으로 개발되었으며, 전작에 비해 더 많은 색을 표현하고 상세한 스프라이트를 지원할 수 있게 되었다. 또한 포켓몬 교배, 소지품, 게임 소도구인 포켓기어, 실시간 내부 시계, 시리즈 전작과의 하위 호환성 등이 추가로 소개되었다.
크리처스 주식회사의 회장 이시하라 츠네카즈는 ABC 뉴스와의 인터뷰에서 새로운 포켓몬 종류 개발을 위한 브레인스토밍 과정에 대해서 식견을 밝혔다. "게임 프리크 소프트웨어 개발자들의 상상에서 나온 몬스터에 대한 아이디어들은 그들이 만화를 보고 자란 어린 시절의 경험을 바탕으로 만들어진 것이다. 그들이 아이였을 때 겪은 벌레를 잡는 등의 두려운 경험에서 온 아이디어도 있었다. 어린 시절의 이러한 경험들은 포켓몬에 대한 아이디어로 만들어질 수 있었다." 《금·은》에서는 《적·녹》의 포켓몬 뮤와 비슷한 특징을 가진 환상의 포켓몬 세레비가 등장하였는데, 닌텐도에서 개최하는 행사를 통해서만 받을 수 있었다. 세레비를 배포한 첫 공식 행사는 2000년 일본에서 개최한 닌텐도 스페이스 월드로, 100,000명의 참가자가 포켓몬을 수령했다. 이 행사는 미리 엽서를 받아 추첨을 하는 방식으로 이루어졌으며, 100,000명에 속해있는 플레이어만이 게임보이와 《금·은》팩을 지참하여 포켓몬을 받을 수 있었다.
닌텐도 회장 이와타 사토루는 인터뷰에서 일본에서 《적·녹》이 발매한 직후 《금·은》의 개발을 착수하였다고 언급하였다. 게임은 원래 1998년에 애니메이션의 첫 번째 시즌이 끝나는 것과 동시에 발매될 계획이었다. 그러나, 게임 프리크가 《포켓몬 스타디움》과 1세대의 해외판 로컬라이즈 작업을 하면서 개발에 차질이 생겼고, 결국 《포켓몬스터 피카츄》의 후속 작품으로 발매되었다. 프로그래머 모리모토 시게키는 게임 개발에 3년 반이 걸린 것에 대해 네 명의 프로그래머로 이루어진 작은 팀에도 불구하고 "게임에 여러가지를 담고 싶다는 욕심을 부려서 만든 것이 이유다."라고 밝혔다. 이시하라는 당시 《금·은》을 시리즈의 마지막 작품으로 생각하고 있었다. "그 후, 포켓몬을 만들 생각은 없었다. 21세기가 되면 나는 다른 것을 하려고 생각하고 있었을 정도였다." 또한, 포켓몬 카드 게임을 비롯한 라이선스 상품 판매를 전개한 것도 "《금·은》을 성공시키기 위한 것"이었다.
게임의 발매일자는 일본에서는 1999년 11월로 발표되었고, 이와 동시에 미국에서는 2000년 9월로 발매가 예정되었다. 닌텐도는 이전 년도에 유사한 제품이 발매되었던 풀컬러 휴대용 디지털 펫 《포켓 피카츄 컬러》의 발매를 알렸다. 이 기기는 《금·은》과 호환하도록 만들어져 기기를 통해서 얻은 "와트 포인트"를 게임 내에서 직접 화폐로 사용할 수 있도록 하였다. 《포켓 피카츄 컬러》는 《금·은》과 동일하게 1999년 11월 21일 발매가 예정되었다. 또한, 켐코가 개발한 피카츄 테마의 게임 링크 케이블이 공식 라이선스로 일본에서 1999년 11월 18일 발매하였다. 이 제품은 일반적인 게임 링크 케이블과 동일한 기능을 가졌으며, 피카츄의 형상을 한 노란 케이블과 몬스터볼의 모습을 한 다른 쪽으로 구성되어 있다.
높은 판매고를 예상한 닌텐도는 일본 첫 출하량을 300만 장으로 잡고, 일본 내에서만 적어도 800만 장 이상이 팔릴 것으로 보았다. 그러나, 닌텐도는 대만에 위치한 자사의 카트리지 생산 설비가 지진으로 손상을 입어 부득이하게 첫 출하량을 절반으로 줄이게 되었다고 발표하였다. 이에 따라 닌텐도가 출하량을 제한하여 수요를 높이기 위한 것에 대한 변명으로 지진을 이용하였다는 의혹도 제기되었다.
북미 발매를 앞두었던 《금·은》은 2000년 뉴욕에서 개최한 아메리칸 인터내셔널 토이 페어에서 관람객이 직접 게임을 체험할 수 있는 자리를 마련하였다. 닌텐도는 게임의 판촉 홍보를 위해 크라이슬러 PT 크루저 다섯 대를 새로운 포켓몬 루기아와 비슷하게 개조한 후 미국 전역을 돌아다녔다. 차량에는 꼬리와 지느러미를 달았고 포켓몬 프랜차이즈의 로고와 그림이 도색되었다. 또한, 콘솔과 연결된 텔레비전을 장비하여 구경꾼들이 《포켓몬 퍼즐 리그》, 《헤이 유, 피카츄!》, 《포켓몬스터 금·은》을 플레이해볼 수 있도록 하였다. 게임을 바탕으로 제작한 텔레비전 애니메이션 시리즈 《포켓몬스터 GS》도 Kids' WB의 가을 라인업으로 예고되었다. 이 애니메이션에서 주인공 지우는 새로운 지역에서 게임에 등장했던 새로운 종류의 포켓몬들과 모험을 진행한다. 닌텐도는 새로운 포켓몬 100종류의 영문 명칭을 비공개로 유지하다 주기적으로 이름들을 공개하였다. 포켓몬의 영문 이름은 도메인명 'pokemongold.com'과 'pokemonsilver.com'을 통해서 공개되었으며, 치코리타, 루기아, 칠색조, 토게피, 부우부, 마릴 등의 영문 이름이 알려졌다.
2000년 5월 닌텐도는 《금·은》의 북미 공식 발매일을 그해 10월 16일로 발표하였다. 닌텐도는 8월부터 게임의 예약 판매를 시작하였으며, 예약 구매한 소비자를 대상으로 미디어 브라우저가 개발한 포켓몬 테마의 웹 브라우저가 포함된 CD-ROM을 증정한다고 밝혔다. 이 웹 브라우저는 포켓몬 종류와 포켓몬 사이트 링크를 표시하는 것이 특징이다. 애플리케이션은 포켓몬 공식 웹사이트에서 다운로드할 수 있었다. 게임은 대략 600,000장이 두 달 만에 예약 판매되면서 《포켓몬스터 피카츄》가 세운 150,000장의 기록을 갱신하였다. 발매일이 다가오면서 일렉트로닉스 부티크와 같은 소매 상점이 10월 16일보다 빨리 출하된 게임을 수령하였다고 알렸으며, 예약 구매자들에게 먼저 제공한 후 나머지를 즉시 판매하기 시작하였다. 게임은 공식 발매일보다 빠른 10월 11일부터 구할 수 있었다.
대한민국에서는 대원씨아이가 2002년 4월 24일 한국어판으로 발매하였으며, 포켓몬스터 소프트웨어 중에서는 최초의 정식 한국어판 작품이다.

## 평가
《포켓몬스터 금·은》은 전작의 막대한 성공을 이어가며 포켓몬스터를 수십억 달러 규모의 프랜차이즈로 만들기 시작한 작품이다. 게임은 2000년 4월에 일본에서 대략 650만 장이 판매되었고, 《은》은 《금》보다 약 100,000장 많은 판매량 차이를 보이면서 조금 더 인기가 있는 버전인 것으로 드러났다. 미국 발매 첫 주 동안에는 《포켓몬스터 피카츄》의 판매 기록이었던 60만장이 넘는 140만 장을 판매하면서 가장 빨리 팔린 게임이 되었다. 닌텐도 아메리카의 판매와 홍보 행정 부담당인 피터 메인은 상업적인 성공을 예견하며 다음과 같이 말하였다. "물어볼 필요도 없다. 어린이들은 포켓몬을 플레이하는 것을 사랑한다. 2000년까지 미국에서 가장 많이 팔린 가정용 콘솔은 닌텐도 64용 포켓몬 스타디움이며, 가장 많이 팔린 휴대용 게임은 게임보이 컬러용 포켓몬스터 옐로다. 그러나 《포켓몬스터 금·은》은 이 게임들의 엄청난 판매량을 능가할 것이다. 우리는 여섯 달 안에 이 두 게임을 천만 장 이상 판매할 것으로 계획하고 있다." 2010년, 《금·은》은 2300만 장이 팔린 것으로 집계되었다.
비평가들의 평가는 주로 긍정적이었으며, 게임플레이의 길이 연장과 새로운 특징 같은 가치있는 추가 요소가 게임을 전작처럼 흥미롭게 만들어주었다는 평가가 많았다. IGN의 크레이그 해리스는 게임에 "권위적"(masterful) 등급인 10점 만점에 10점을 주며 다음과 같이 말했다. "《포켓몬스터 금·은》은 굉장했던 전작의 게임플레이 요소와 특징을 엄청나게 능가한다. 게임에 설계된 세세한 추가 요소들은 목록으로도 만들 수 없을 정도로 수없이 많다." 게임스팟의 프랭크 포보는 혁신적인 내부 시계 시스템을 칭찬하며, "포켓몬스터 금·은의 첫 번째로 주요한 추가 요소는 시간의 표현이다. 단순한 요소처럼 느낄 수도 있겠지만, 이 시계의 추가는 게임의 다양성을 상당히 늘렸다."라고 평하였다. 포보는 "대단한"(great) 등급인 8.8점을 주었다. 닌텐도 파워는 《금·은》을 게임보이/게임보이 컬러 비디오 게임 6위로 선정하고, 새로운 포켓몬과 새로운 요소, 풀컬러 그래픽에 대해서 호평하였다.
전체적으로 《금·은》은 실속 있는 추가 요소로 많은 플레이어를 만족시켰다는 평가를 받았다. 해리스는 다음과 같이 말하였다. "12시간이 넘도록 플레이한 후에도, 나는 《포켓몬스터 금·은》의 단점에 대해서 생각할 수가 없었다. 닌텐도와 게임 프리크는 원작을 비틀어 속편의 길고도 도전할만한 엄청난 재미의 플레이를 배가시켰다. 이것이 포켓몬스터가 인기 있는 이유이며, 《포켓몬스터 금·은》이 21세기까지 이 시리즈를 이어갈 수 있도록 만들 수 있는 힘이라고 할 수 있다."
대한민국에서는 2002년 4월 발매 이후 꾸준한 판매고를 올리며 2005년 2월까지 10만 장을 판매하였다. 게임샷의 이서우는 리뷰를 통해 "웬만한 RPG의 요소는 전부 가지고 있으며 게임 시스템적으로도 상당히 섬세하고 뛰어나다는 느낌이다."라고 평하였으며, 10점 만점에 8.25점을 주었다.

## 후속작과 리메이크

### 《포켓몬스터 크리스탈》
게임보이 컬러용으로 발매된 《포켓몬스터 크리스탈》(일본어: ポケットモンスター クリスタルバージョン 포켓토몬스타 쿠리스타루바존[*], 영어: Pokémon Crystal 포케몬 크리스털[*])은 일본에서는 《포켓몬스터》 게임 시리즈의 일곱 번째 게임, 북미와 유럽에서는 여섯 번째 게임이다. 이전의 《포켓몬스터 금·은》에 새로운 요소를 추가한 버전으로, 일본에서 2000년 12월 14일, 북미에서 2001년 7월 29일, 그리고 유럽에서는 2001년 11월 1일 발매하였다.
《포켓몬스터 크리스탈》의 줄거리와 게임플레이는 《금·은》과 대부분이 유사하며, 전작에 없었던 새로운 요소가 몇가지 추가되었다. 이전 작품들에서는 오직 남자 캐릭터만 플레이할 수 있었던 반면, 이 게임은 처음으로 플레이어가 주인공 캐릭터의 성별을 선택할 수 있게 하였다. 포켓몬의 그래픽에는 애니메이션이 추가되었다. 예를 들어 브케인은 대결에 돌입하면 등에서 불꽃을 뿜는다. 이 요소는 후속작인 《포켓몬스터 루비·사파이어》와 《포켓몬스터 파이어레드·리프그린》에서 삭제되었으나, 이후의 모든 후속작에서 다시 등장하였다. 또한, 게임의 커버를 장식한 전설의 포켓몬 스이쿤을 뒤쫓는 이야기, 안농의 진실을 파헤치는 이야기와 같은 새로운 보조 줄거리가 추가되었다. 게임의 가장 큰 추가 요소는 플레이어가 포켓몬 스타디움과 같은 대결에 참여할 수 있도록 만들어진 배틀 타워이다. 일본 발매판에서는 플레이어가 휴대 전화를 통해 접속할 수 있는 모바일 시스템도 추가되었다.
《포켓몬스터 크리스탈》은 비평가들에게 꽤 좋은 평가를 받았으며, 게임랭킹스에서는 총 80%의 집계 점수를 얻었다. 그러나 대부분의 평가에서는 《포켓몬스터 금·은》 이외에 추가된 새로운 요소와 특징들이 의미있을 정도로 충분하지 않다는 의견이 많았다. IGN의 크레이그 해리스는 이 게임에 "눈에 띄는" 등급인 10점 만점에 9점을 주면서 다음과 같이 말하였다. "이 마지막(이길 바라는) 게임보이 컬러판은 정확히 말해 자신이 이전 게임을 구매한 10억 명의 게이머 중 한 명이 아닐 때 구입하는 것이며, 디자인과 그래픽에 약간의 업데이트가 더해진 버전이다. 그러나 이러한 특징은 이미 이전 게임을 한 개, 혹은 두 개 소유한 사람들에게 "반드시 사야하는" 것으로 만들기에는 충분치 않다." 일본 잡지 《패미통》에서는 게임에 40점 만점에 34점의 점수를 매겼다.

### 《포켓몬스터 하트 골드·소울 실버》
《포켓몬스터 하트 골드·소울 실버》(일본어: ポケットモンスター ハートゴールド・ソウルシルバー 포켓토몬스타 하토고루도·소우루시루바[*], 영어: Pokémon HeartGold and SoulSilver 포케몬 하트골드 앤 소울실버[*])는 1999년 비디오 게임 《포켓몬스터 금·은》의 리메이크 버전이다. 롤플레잉 게임 《포켓몬스터》 게임 시리즈 작품으로, 게임 프리크가 개발하고 닌텐도가 발매한 닌텐도 DS용 게임이다. 2009년 9월 12일 일본에서 처음으로 발매하였고, 2010년 2월 4일 대한민국에서 발매하였으며, 2010년 3월 북아메리카와 오스트레일리아, 유럽에서 발매하였다.
게임 디렉터 모리모토 시게키는 이전의 게임을 플레이했던 사람들의 감정을 중시하고, 한편으로는 가장 최근에 발매한 시리즈로서 소개하는 새로운 게임으로도 느낄 수 있도록 하는 것을 목표로 하였다. 게임에 대한 평가는 매우 긍정적이었으며, 메타크리틱의 DS 게임 중에서 가장 높은 평가를 받은 게임이 되었다. 2011년 3월, 1190만 장을 판매하였으며, 가장 많이 팔린 닌텐도 DS 게임이 되었다.

## 같이 보기
- 포켓몬스터
  - 포켓몬스터 적·녹 - 호환가능한 전작(前作)
  - 포켓몬스터 파이어레드·리프그린 - 전작의 GBA용 리메이크 버전
  - 포켓몬스터 하트골드·소울실버 - 리메이크 버전
  - 포켓몬 스타디움 - 연동되는 소프트웨어